# Maylis
Maylis (gaskonsko Mailís) je naselje in občina v francoskem departmaju Landes regije Akvitanije. Naselje je leta 2009 imelo 337 prebivalcev.

## Geografija
Kraj leži v pokrajini Gaskonji 36 km vzhodno od Daxa.

## Uprava
Občina Maylis skupaj s sosednjimi občinami Baigts, Bergouey, Caupenne, Doazit, Hauriet, Lahosse, Larbey, Laurède, Mugron, Nerbis, Saint-Aubin in Toulouzette sestavlja kanton Mugron s sedežem v Mugronu. Kanton je sestavni del okrožja Dax.

## Zanimivosti
- benediktinska opatija z neogotsko cerkvijo Notre-Dame de Maylis,
- stara notredamska cerkev.